# Mosaico montano di foreste-praterie del Rift meridionale
Il Mosaico montano di foreste-praterie del Rift meridionale è una ecoregione terrestre della ecozona afrotropicale appartenente al bioma delle Praterie e boscaglie montane (codice ecoregione: AT1015) che si sviluppa per circa 33.500 km2 nell'Africa orientale, nella zona meridionale della Rift Valley. Lo stato di conservazione è considerato in pericolo critico.
La regione è inclusa nella lista Global 200 con il nome di Zone boschive montagnose del Rift meridionale (Southern Rift Montane Woodlands).

## Territorio
La regione è costituita da una serie discontinua di catene montuose e altipiani che si sviluppano intorno alle sponde occidentali e settentrionali del lago Malawi con alcune propaggini verso il lago Tanganica nell'altopiano di Ufipa in Tanzania, tra i laghi Tanganica e Rukwa.  La parte nord-orientale è costituita da diverse gamme, tra cui le catene Mbeya e Kipengere, gli altopiani Umalila, i monti Poroto e Livingstone e l'altopiano di Kitulo. Nel Malawi l'ecoregione si estende dalle colline di Misuku a nord fino alla catena del Kirk, a cavallo del confine tra Malawi e Mozambico. Nel mezzo ci sono gli ampi altopiani di Nyika e Viphya Nord e Sud e un numero di montagne più piccole. L'altopiano di Nyika si estende in Zambia.
Le montagne e gli altipiani della regione sono importanti bacini idrografici per il lago Tanganica attraverso il fiume Kalambo; il lago Rukwa raccoglie i fiumi Katuma e Rungwa (nord), Momba e i suoi affluenti (sud-ovest), Rukwa Songwe (sud); il lago Malawi attraverso i suoi immissari Kiwira, Mbaka, Lufurio (o Lufirio), Lumbila sulla riva nord, Ruhuhu sulla riva orientale e Songwe, Nord e Sud Rukuru, Dwanga, Bua e Linthipe sulla riva occidentale.
Il modello climatico della regione è dettato dal Lago Malawi, i cui venti trasportano umidità negli altopiani. Le precipitazioni medie annue variano da 823 mm sull'altopiano di Ufipa, nella parte nord-occidentale dell'ecoregione, fino a 2.850 mm nelle montagne di Livingstone e Poroto sulla punta nosrd del lago Malawi, con una piovosità media di circa 1500 mm per l'intera ecoregione. Le precipitazioni sono in gran parte limitate ai mesi della stagione delle piogge da novembre ad aprile, sebbene durante la stagione secca si possano verificare piogge leggere o nebbia durante i mesi della stagione secca da maggio ad agosto. Le temperature medie annue nell'ecoregione variano da un minimo tra 13 °C e 19 °C, ad un massimo medio di 22 °C. Alle altitudini più elevate, sono state registrate temperature fino a -5 °C e le gelate sono comuni, con gelate diffuse e distruttive che si ripetono mediamente ogni 25 anni negli altopiani meridionali della Tanzania.

## Flora

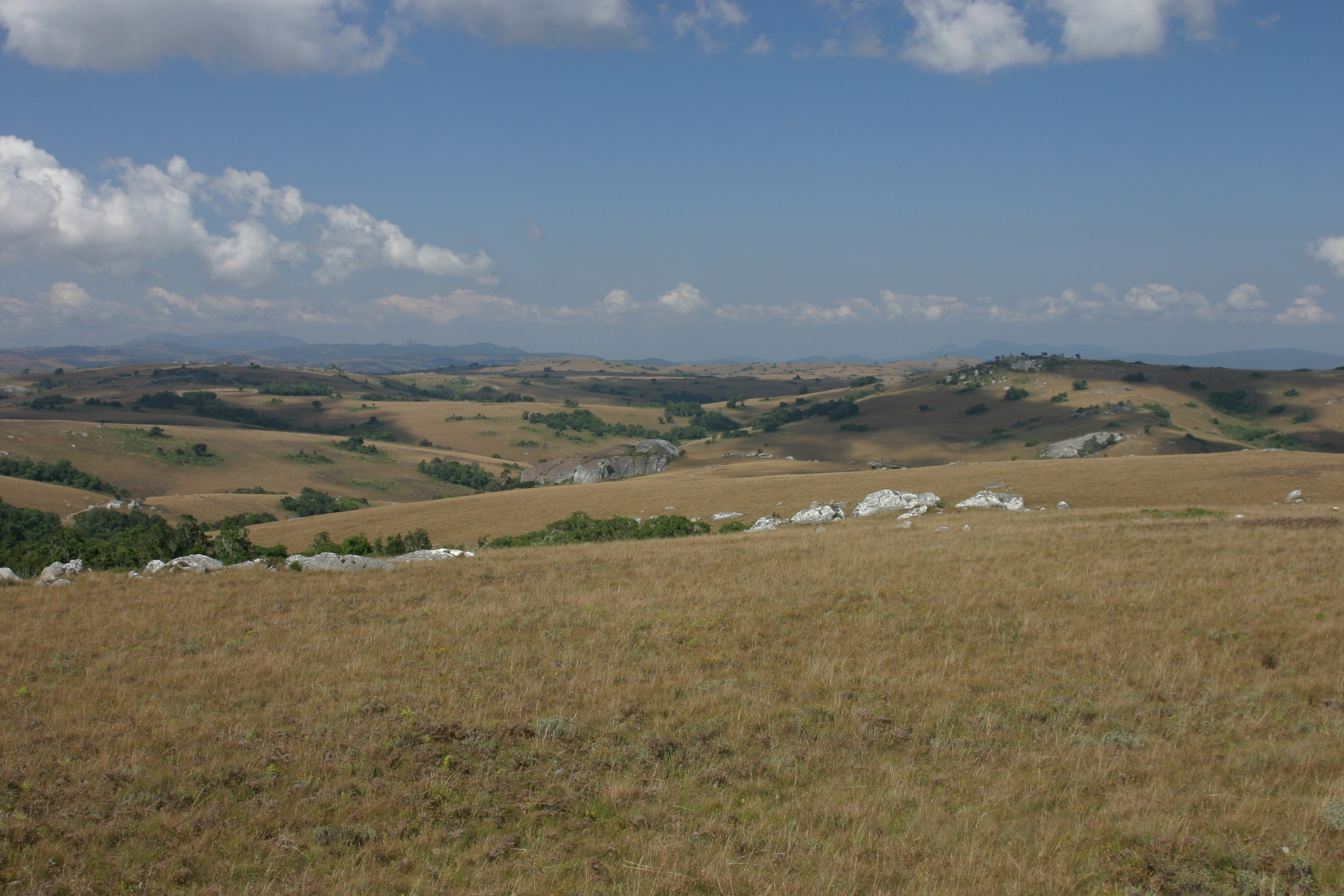
Paesaggio tipico dell'altopiano di Nyika: prati con macchie di foresta fromontana

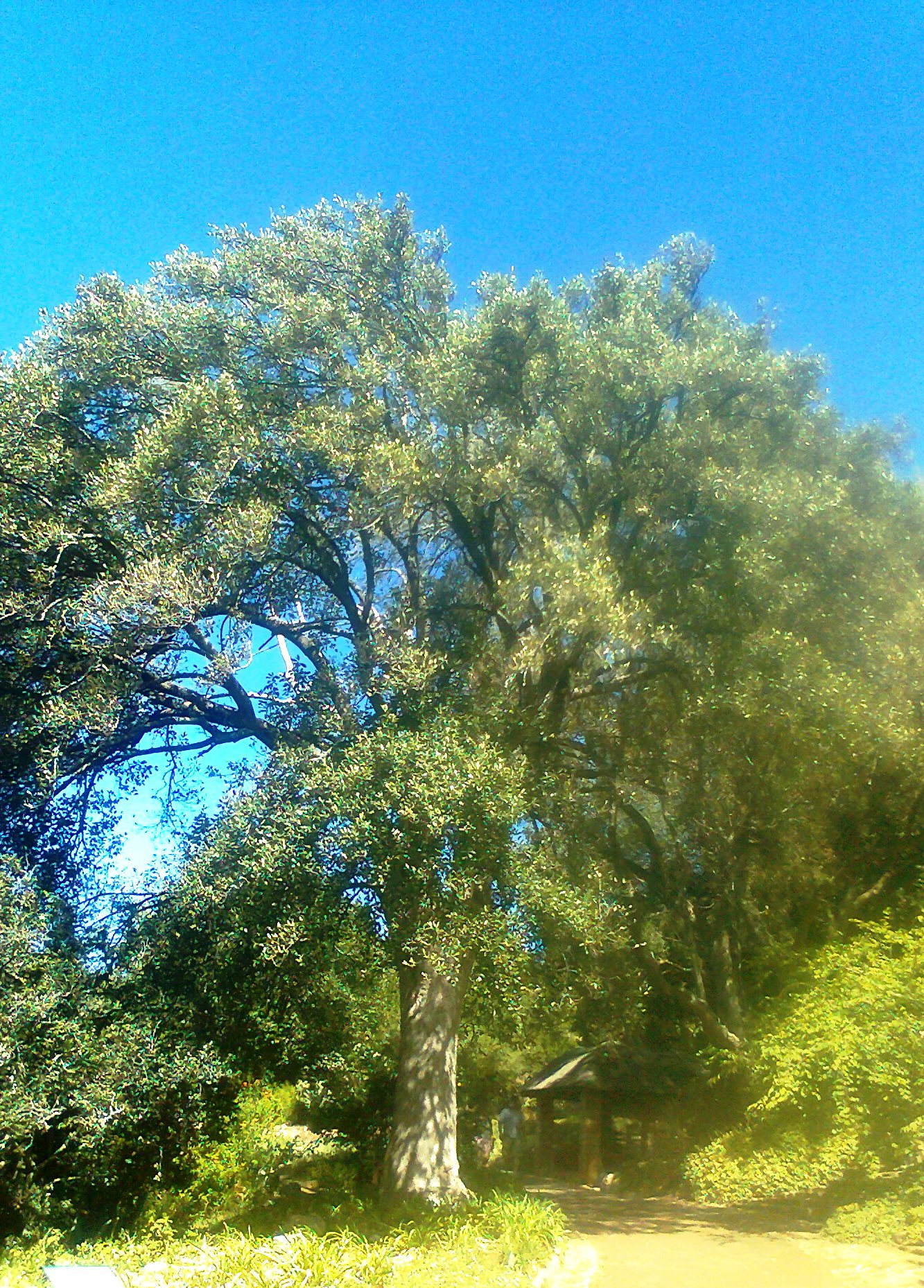
Kiggelaria africana

L'ecoregione è composta da diverse comunità di vegetazione strutturalmente e compositivamente distinte, la più dominante delle quali è la prateria. La preponderanza di questa comunità è comunemente attribuita all'alta frequenza e all'ampiezza degli incendi che hanno spazzato per secoli le praterie dell'ecoregione, erodendo continuamente i margini delle foreste afromontane un tempo abbondanti. Le specie di erba dominante in questo tipo di vegetazione sono Loudetia simplex, Exotheca abyssinica, Monocymbium ceresiiforme, Themeda triandra, e le specie di Andropogon, Pennisetum, Setaria. Numerose erbe, carici e geofite si trovano all'interno della comunità delle praterie così come arbusti resistenti al fuoco, solitamente del genere Protea. Nelle aree con drenaggio impedito si possono trovare paludi permanenti e stagionali note come dambos. Questi habitat, dominati da erbe e carici, contengono una notevole abbondanza di specie rispetto alla loro area, e sono noti per avere ricchi fiori di orchidea.
Un altro importante tipo di vegetazione presente nell'ecoregione è la foresta afromontana, sebbene costituisca meno del 5% del paesaggio e sia confinata in sacche riparate dal fuoco, scarpate umide, valli e corsi d'acqua. Le specie dominanti di alberi e arbusti di questa zona sono Pouteria adolfi-friedericii, Apodytes dimidiata, Bersama abyssinica, Chrysophyllum gorungosanum, Cola greenwayii, Cylicomorpha parvifolia, Entandrophragma excelsum, Ficalhoa laurifolia, specie di Garcinia, Ilex mitis, Kiggelaria africana, Myrianthus holstii, Ocotea usambarensis, Parinari excelsa, Podocarpus latifolius, Polyscias fulva, Rapanea melanophloeos, e Syzygium guineense.
Il terzo tipo di vegetazione che si trova all'interno dell'ecoregione può essere definito la zona ericacea che si verifica su alcune di queste montagne, generalmente al di sopra della zona forestale, anche se esempi possono essere trovati a quote più basse in aree di terreno poco profondo e nebbie frequenti.  Queste comunità sono di solito dominate da arbusti sclerofilli della famiglia delle Ericaceae.
Infine, alle quote più basse, la vegetazione degrada in una foresta boschiva di miombo dominata da Brachystegia, Julbernardia e Isoberlinia, che salgono fino a 2.050 m sulla scarpata xerica occidentale dell'Altopiano di Nyika e fino a 2.100 m sulle pendici occidentali delle montagne Livingstone.

## Fauna

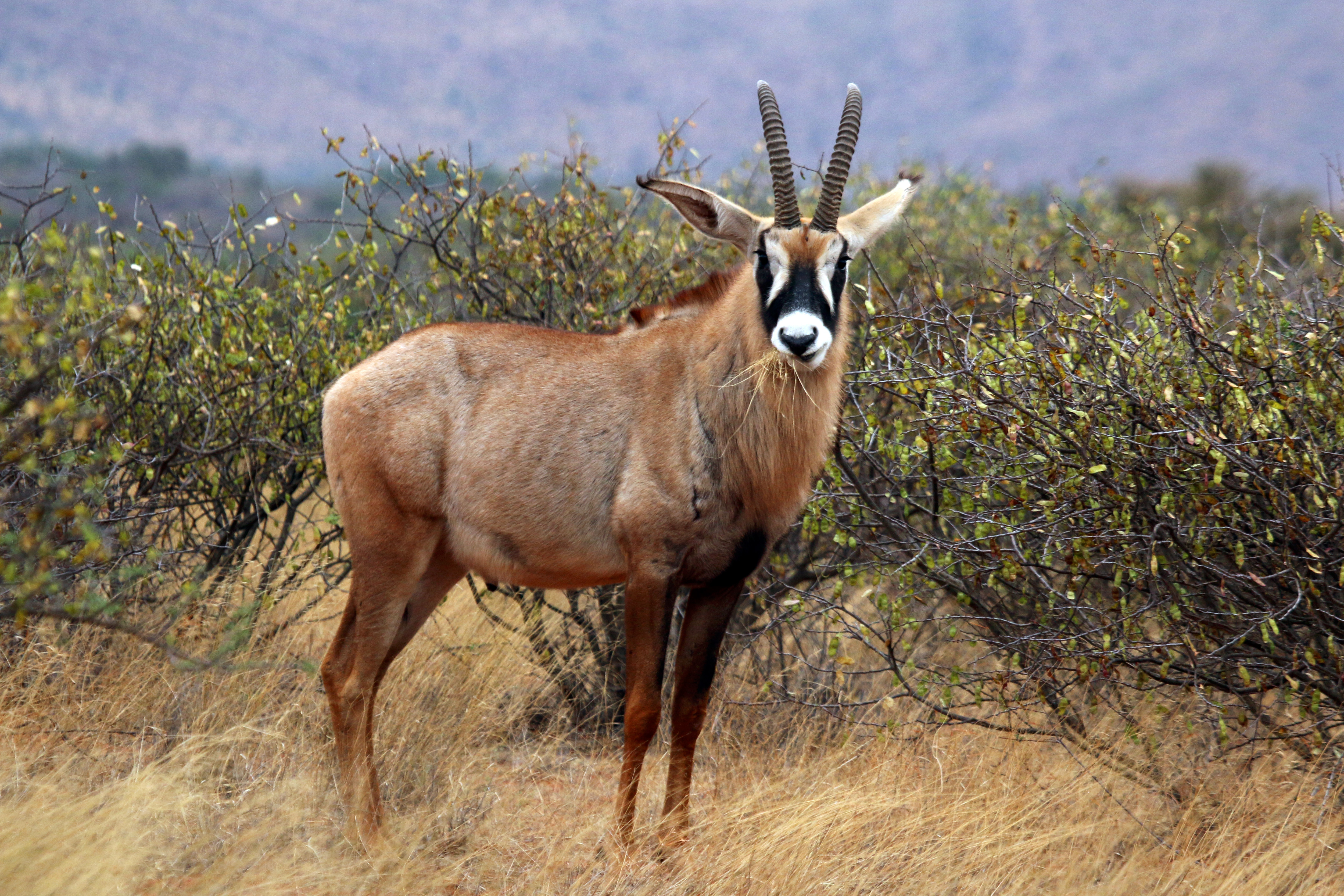
Antilope roana (Hippotragus equinus)

La presenza di grandi mammiferi nella regione è limitata all'altopiano di Nyika dove nell'omonimo parco sono presenti l'antilope roana (Hippotragus equinus), la zebra (Equus burchelli) e l'eland (Tragelaphus oryx). Leoni (Panthera leo), elefanti (Loxodonta africana) e bufali (Syncerus caffer) abitano le aree boschive inferiori del parco. È improbabile che popolazioni significative di grandi mammiferi si trovino altrove nell'ecoregione.
Per quanto riguarda i mammiferi quasi endemici ci sono il cefalofo di Abbott (Cephalophus spadix), il toporagno disperato (Crocidura desperata) e tre piccoli roditori: il ratto-criceto maggiore (Beamys major), lo scoiattolo del bush rosso e nero (Paraxerus lucifer), con due razze endemiche, e lo scoiattolo del bush degli Usambara (Paraxerus vexillarius).
Tra gli uccelli quasi endemici ci sono il beccamoschino del Njombe (Cisticola njombe), il beccamoschino dai sopraccigli neri (C. nigriloris), la vedova di palude (Euplectes psammocromius), l'apale di Chapin (Apalis chapini), l'averla fiscale (Lanius collaris) e l'akelat dell'Iringa (Sheppardia lowei). La gru caruncolata (Grus carunculatus) ha un importante sito di riproduzione nel Parco nazionale di Nyika e si trova anche negli altopiani meridionali della Tanzania e sull'altopiano di Ufipa. Il Parco Nazionale di Nyika supporta anche la più grande popolazione riproduttiva al mondo di rondine blu (Hirundo atrocaerulea) e la rara otarda di Denham (Neotis denhami). Le rondini blu si riproducono anche sui monti Kitulo e Mbeya.
Nell'erpetofauna vi sono numerosi anfibi endemici o semiendemici: la rana del fiume Stewart (Phrynobatrachus stewartae), la rana del fiume Rungwe (P. rungwensis) e la rana dalle dita grandi di Usambara (Probreviceps macrodactylus). Rettili endemici sono il camaleonte del vulcano Ngosi (Trioceros fuelleborni), il camaleonte senza corna di Ukinga (T. incornutus), il Cordylus nyikae, la lucertola cingolata dell'Ukinga (C. ukingensis), l'Eumecia johnstoni, il Trachylepis brauni e il camaleonte dei monti Nchisi (R. nchisiensis).

## Conservazione

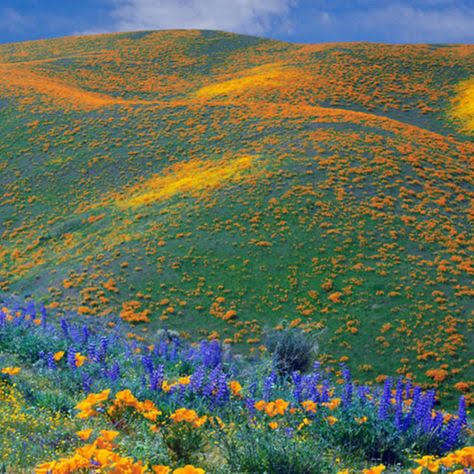
Fioritura nel Parco nazionale del Kitulo

La minaccia più significativa per questa ecoregione è senza dubbio il fuoco. Ogni anno grandi incendi di origine principalmente antropogenica colpiscono gli altipiani del Rift meridionale. Si ritiene che questa pratica, che è stata praticata per secoli, se non per millenni, sia stata la causa principale della sostituzione delle foreste afromontane con prati e pascoli di macchia. La coltivazione rappresenta l'altra grave minaccia all'integrità dell'ecoregione, poiché la terra viene sempre più convertita in colture come tè, caffè, banana, miglio indiano (Eleusine coracana), patate e piretro.
La rete di aree protette in gran parte dell'ecoregione è inadeguata. Un'area adeguatramente protetta è quella dell'altopiano di Nyika, la maggior parte del quale è protetta all'interno dei parco nazionali di Nyika del Malawi e del contiguo parco nello Zambia. A questo si deve aggiungere il parco nazionale del Kitulo istituito dalla Tanzania nel 2005 a protezione di una vasta area dell'altopiano omonimo in cui è presente fra l'altro una rara flora di orchidee.  Diverse altre riserve forestali si trovano nelle regioni amministrative di Rukwa, Iringa e Rungwe.
Le principali aree protette dell'ecoregione sono:
- Parco nazionale di Nyika, Malawi e Tanzania;
- Parco nazionale di Kitulo, Tanzania;
- Riserva faunistica di Vwaza Marsh, Malawi
- Riserva faunistica di Nkhotakota, Malawi;
- Riserva forestale del monte Dedza, Malawi.